# Chaetonotus dracunculus
Chaetonotus dracunculus är en djurart som tillhör fylumet bukhårsdjur, och som beskrevs av Francesco Balsamo 1990. Chaetonotus dracunculus ingår i släktet Chaetonotus och familjen Chaetonotidae. Inga underarter finns listade i Catalogue of Life.